# Góry (Słupca)
Pour les articles homonymes, voir Góry.
Góry (prononciation : [ˈɡurɨ]) est un village polonais de la gmina de Strzałkowo dans le powiat de Słupca de la voïvodie de Grande-Pologne dans le centre-ouest de la Pologne.
Il se situe à environ 8 kilomètres au nord-ouest de Strzałkowo (siège de la gmina), à 12 kilomètres au nord-ouest de Słupca (siège du powiat) et à 57 kilomètres à l'est de Poznań (capitale régionale).
Le village possédait une population de 100 habitants en 2006.

## Histoire
De 1975 à 1998, le village faisait partie du territoire de la voïvodie de Konin.

Depuis 1999, Góry est situé dans la voïvodie de Grande-Pologne.